# Мері Енн О'Коннор
Мері Енн О'Коннор (англ. Mary Anne O'Connor, 1 жовтня 1953) — американська баскетболістка.
Срібна призерка Олімпійських Ігор 1976 року.
Переможниця Панамериканських ігор 1975 року.